# Суюнчев Азамат
Суюнчев Азамат (10 січня 1923, Джегута, Карачаєво-Черкеська АО — 30 жовтня 2012, Карачаєвськ, Карачаєво-Черкесія) — народний поет Карачаєво-Черкесії, прозаїк, вчений і педагог, член Спілки письменників з 1966 року.
За освітою — вчитель російської мови та літератури середньої школи.
1941—1943 служив в лавах Радянської Армії, звідки в листопаді 1943 року був демобілізований і депортований в Казахстан разом з Карачаївський народом. У 1949—1956 роках працював учителем російської мови та літератури в школі селища Тимірязєва, в 1954 році закінчивши Чимкентський учительський інститут. Після дозволу карачаєвцям повернутися на батьківщину в 1956 році працював директором школи селища Магаро свинцевого рудника «Ельбрус» Клухорського району, редактором Карачіївської районної газети «За ленінським шляхом» (1957—1958). У 1960 році закінчив Кабардино-Балкарський державний університет і до 1966 року працював у середній школі Карачаєвська.
Після закінчення аспірантури спеціальності «Література народів СРСР» в 1968 році до 1983 року працював на кафедрі Карачіївської і ногайської філології Карачаєво-Черкеського державного педагогічного інституту.

## Творчість
Ним написано понад 1000 віршів, десятки поем, оповідань, повістей, близько 100 літературних портретів сучасників. Азамат Алімович також є автором понад 30 книг художньої літератури та наукових праць. Відомі поеми «Голос часу», «Червона дорога», «Роки долі», «Там, де мчав кінь богатиря», «Спогади» та інші.
За мотивами нарисів А. Суюнчева створені телефільми «Полководець» про генерала С. Магометова, «Людина-легенда» про Героя Росії Д. Узденова (ДТРК «Карачаєво-Черкесія», 2001-2002 р.р.).
Його твори увійшли в антологічні збірники поетів Карачаєво-Черкесії «В краю степів і гір», «Слово про братерство», «Вірність» російською мовою. Вірші та пісні автора включені в «Антологію Карачіївської поезії»: Ставрополь, 1965; до збірки «Карачаївські народні пісні»: Москва, 1969 р.